# 駄目ナリ!
『駄目ナリ!』（だめなり!）とは、2004年8月5日から同年10月7日までよみうりテレビで放送されたテレビドラマ。

## 概要
深夜のコンビニに集まる駄目人間たちが繰り広げるハプニングを描いた群像劇。色々な人物や出来事との出会いを通じ、次第に自分なりの生き方を見つけていく。
監督・脚本を務める野口照夫と出演の笠原紳司、今井孝祐、重城一馬は、映画館上映連続ドラマ「演じ屋」でもタッグを組んでいる。
テレビ放映の翌日にビデオ・DVDレンタル開始、最終回翌日にセルDVD発売（いずれも関西地区限定）など、様々なメディアでほぼ同時配信されるという新しい試みがなされた。

## あらすじ
「客が欲しいというものは、法に触れてでも手に入れるべし！」という究極のコンビニ“ルーデンス”。いい加減で怪しい店長の下に集まるのは、破門されたヤクザ、イマドキの女子高生、挫折した研修医、元いじめられっ子の秀才、病的な盗癖持ち、正義感ゼロの警察官。彼らは毎夜飛び込んでくる事件に巻き込まれ退屈しのぎをしていた。ところがそんなある日、店長の隠された過去と繋がる男によって、事態は変化していく。

## キャスト

### レギュラー
- 甲本 寛二（30） - 笠原紳司

コンビニ“ルーデンス”の雇われ店長。元ヤクザ。いい加減な性格をしているが、暗い過去を抱えている。
- 黒山 辰巳（27） - 白川裕二郎

甲本の弟分だったヤクザ。組を破門され、ルーデンスで働くことになる。
- 加賀谷 麻美（17） - 杏さゆり

女子高生。両親の離婚後、父親と2人暮らしだったがうまくいかず、ルーデンスに入り浸るようになる。
- 手塚 延彦（25） - 青山草太

医者の道を目指していたが、病院のあり方に疑問を持ち挫折。ルーデンスの深夜バイトの新人。
- 宇田川 健吾（31） - 長谷川朝晴

元いじめられっ子で陰気な性格。東大卒の秀才で、驚異の暗記力を持つ。深夜バイトの1人。
- 衣笠 源一郎（30） - 今井孝祐

ルーデンス近くの派出所勤務の警察官。正義感ゼロで、暇つぶしにルーデンスを利用している。
- 桃井 征二（23） - 足立広紀

ナンパ男。常に2桁の女性をキープしている。深夜バイトの1人。
- 本田 邦章（23） - 重城一馬

病的な虚言癖・盗癖の持ち主。ルパン三世に憧れ、外見も真似している。深夜バイトの1人。
- 西岡 清美（49） - 渡辺えり子

ルーデンスのオーナー。毎朝出勤するたびに、深夜組の狼藉に頭を悩ませる。
- 鬱田 草子（27） - 玉城ちはる

ルーデンスの早番店員。毎朝オーナーと、深夜組の狼藉に呆然とさせられる。
- 甲本 春香 - 細野佑美子

店長の妹。4年前に何者かに殺された。
- 本城 真樹（21） - 細野佑美子

春香にそっくりな女性。辰巳と付き合い始める。

### ゲスト
- 京野 康広 - 大沢健（第3話）
- 及川 亜紀 - 栗田梨子（第4話）
- 原島 義久 - 梅垣義明（第5話）
- 新田 五郎 - 酒井敏也（第6話）
- 浜中 真澄 - 平林鯛一（第6話）
- 亀山 鶴雄 - 津田寛治（第7話）
- 菊池兄弟 - アンガールズ（第8話）
- 宮台 翔 - 近田慎太郎（第8話）
- 加賀屋 雅夫 - 長谷川初範（第4、9話）
- 本城 透 - 倉貫匡弘（第9～12話）
- 星崎 英児 - 松尾政寿（第10～12話）

## スタッフ
- 監督 - 野口照夫
- 脚本 - 野口照夫
- 委員会プロデューサー - 渋谷恒一
- プロデューサー - 柘植靖司、鈴木大介、日向武夫
- 音楽 - 花澤孝一
- 美術 - 延賀亮
- 製作 - アスミック・エース エンタテインメント、よみうりテレビ、エキスプレス
- 制作協力 - 主力会

## 楽曲
- 主題歌 - ASIAN KUNG-FU GENERATION「ループ&ループ」（Ki/oon Records）

## サブタイトル
| 各話   | 放送日        | サブタイトル                 |
| ------ | ------------- | ---------------------------- |
| 第1話  | 2004年8月5日  | 新しい夜が始まる！           |
| 第2話  | 2004年8月5日  | オトシマエを付ける夜         |
| 第3話  | 2004年8月12日 | 378,360円の夜                |
| 第4話  | 2004年8月12日 | 今夜、恋のシュートを決めろ！ |
| 第5話  | 2004年8月19日 | 性が目覚める夜明け前         |
| 第6話  | 2004年8月26日 | 拳銃がなくなった夜           |
| 第7話  | 2004年9月2日  | 今夜、ルーデンスが潰れる！   |
| 第8話  | 2004年9月9日  | お金の重さに気付く夜         |
| 第9話  | 2004年9月16日 | 真夜中にオルゴールが流れる   |
| 第10話 | 2004年9月23日 | 過去と向き合う深夜2時        |
| 第11話 | 2004年9月30日 | 冷たい雨が降りはじめた夜     |
| 最終話 | 2004年10月7日 | 明るい夜は終わらない         |

## 放送局
| イラン | Channel 1 (Iran) |  |  |  |